# Contarinia medicaginis
Espèce
Contarinia medicaginis (la cécidomyie des fleurs de luzerne) est une espèce d'insectes diptères de la famille des Cecidomyiidae, d'origine européenne.
Cet insecte phytophage et monophage, inféodé à la luzerne (Medicago sativa), est classé parmi les ravageurs des luzernières, spécialement lorsqu'elles sont destinées à la production de semences, en raison des dégâts causés par les larves qui se développent dans les fleurs.

## Distribution
L'aire de répartition de Contarinia medicaginis comprend une grande partie de l'Europe, à l'exception de l'extrême nord.